# Patricia Pilar
Patricia Pilar ist eine Ortschaft und die einzige Parroquia rural („ländliches Kirchspiel“) im Kanton Buena Fe der ecuadorianischen Provinz Los Ríos. Die Parroquia besitzt eine Fläche von 166,7 km². Die Einwohnerzahl lag im Jahr 2010 bei 12.278.

## Lage
Die Parroquia Patricia Pilar liegt im Tiefland westlich der Cordillera Occidental im äußersten Norden der Provinz Los Ríos und umfasst den Norden des Kantons Buena Fe. Der Río Baba fließt entlang der östlichen Verwaltungsgrenze nach Süden. Im Südosten der Parroquia befindet sich der  
Stausee der Talsperre Baba – Pico de Pato. Entlang der westlichen Verwaltungsgrenze fließt der Río Peripa nach Süden. Dessen linker Nebenfluss Río Congoma durchquert den Westen der Parroquia. Der Río Chaune, ein weiterer Zufluss des Río Peripa, durchquert den zentralen Teil der Parroquia in südwestlicher Richtung. Der 170 m hoch gelegene Hauptort befindet sich knapp 38 km nordnordöstlich vom Kantonshauptort Buena Fe am rechten Flussufer des Río Baba. Die Fernstraße E25 (Santo Domingo de los Tsáchilas–Quevedo) führt an Patricia Pilar vorbei.
Die Parroquia Patricia Pilar grenzt im Norden und im Osten an die Provinz Santo Domingo de los Tsáchilas mit den Parroquias Luz de América und Santa María del Toachi, im Südosten an den Kanton Valencia, im Südwesten an die Parroquia Buena Fe sowie im Westen an die Provinz Manabí mit der Parroquia El Paraíso La 14 (Kanton El Carmen).

## Geschichte
Die Parroquia Patricia Pilar wurde am 19. September 1996 gegründet.